# Frederiksberg Slotskirke
Frederiksberg Slotskirke er en kirke i Frederiksberg Sogn på Frederiksberg. Kirken er en del af Frederiksberg Slot og var oprindeligt hofkapel.

## Historie
Da Frederik 4. lod Frederiksberg Slot udvide i 1707-09 besluttede han at indrette et kapel i østfløjen. Beslutningen kom halvvejs inde i byggeprocessen, hvilket måske er grunden til, at der ikke er noget i bygningens facade, der afslører, at der ligger et kirkerum bagved. Kirken optager de seks midterste vinduesfag i kælder- og stueetagen.
W.F. von Platen og Ernst Brandenburger indrettede kapellet i barokstil orienteret omkring tværaksen, med alter og prædikestol midt på hver sin langside. Det blev indviet 31. marts 1710.
Da Hærens Officersskole overtog slottet i 1869 blev rummet inddraget til anden brug, og inventaret blev flyttet til andre steder, fx blev prædikestolen foræret af dronningen til Emmauskirken på Diakonissestiftelsen.
I 1920'erne opstod ideen at reetablere kirken, og det blev gjort i 1931-32 med det originale inventar. Emmauskirken bevarede en kopi af prædikestolen. 24. januar 1932 blev Frederiksberg Slotskirke genindviet som distriktskirke under Frederiksberg Sogn.
1. januar 1982 blev kirken sognekirke i eget sogn, Frederiksberg Slotssogn, der blev udskilt fra Frederiksberg Sogn. 2. december 2012 blev kirken og Frederiksberg Slotssogn atter indlemmet i Frederiksberg Sogn.

## Kirkebygningen
- Vinduerne til kirken indrammet.

## Eksterne kilder og henvisninger
- Frederiksberg Slotskirke Arkiveret 19. september 2015 hos  Wayback Machine hos KortTilKirken.dk